# スームィの戦い
スームィの戦い（スームィのたたかい、Battle of Sumy）は、2022年2月24日、ロシアのウクライナ侵攻中にスームィ州スームィで生じた戦闘である。
ロシア軍は、侵攻初日にロシアとウクライナの国境近くにある都市スームィを占領したが、翌25日にパルチザンが市内でロシア軍と交戦し始め、市街戦が発生した。

## 戦闘経過
ロシア軍は2022年2月24日にスームィに進軍し、午前3時に郊外で戦闘が開始された。
ウクライナ軍とロシア軍の間で長時間市街戦があり、戦いの結果、スームィの教会は全焼した。
第27ロケット砲兵旅団が駐屯していたスームィ州立大学の近くでは、両軍間の戦闘が2月24日の午後10時30分頃まで続いた。 
2月25日の午前1時39分、ロシア軍が都市から撤退したと報じられた。